# Srđ
 Ovo je glavno značenje pojma Srđ. Za istoimeni časopis pogledajte ‎‎Srđ (časopis).
Srđ je brdo iznad grada Dubrovnika. Najviša kota brda Srđa je na 412 m ili 415 m nadmorske visine.

## Naziv
Brdo je imenovano po sv. Srđu (lat. Sergius); jednom od zaštitnika Dubrovnika sve do 972. godine kada na to mjesto dolazi sv. Vlaho.

## Položaj
Brdo Srđ nalazi se sa sjeverne strane grada Dubrovnika. Padine brda Srđ spuštaju se do samog mora i grada Dubrovnika na južnoj strani, Rijeke dubrovačke na sjeverozapadu, Šumeta na sjeveru i Župe dubrovačke na istoku.

## Povijest
Brdo Srđ od davnina je bilo prirodni zaklon grada Dubrovnika od bure, ali i najezdi raznih osvajača koji su kroz povijest u više navrata 
Nakon što je Napoleonova vojska na prevaru osvojila Dubrovnik, na brdu je započela gradnja utvrde Imperijal koju je dovršila Austro-Ugarska. Utvrda je imala veliku stratešku ulogu pri obrani grada sa sjeverne strane. U utvrdi i na njoj bili su obrambeni položaji Hrvatske vojske na kojima su hrabri branitelji uspješno odolijevali najžešćim napadima srbo-četničke vojske i JNA.
Tijekom Domovinskog rata utvrda je iznova imala stratešku ulogu u obrani grada od agresije udruženih srpskih snaga. Dana 1. listopada 1991. godine, neprijateljsko zrakoplovstvo JNA raketiralo je odašiljač Hrvatske radiotelevizije koji se nalazio na zapadnoj strani utvrde. Dana 6. prosinca 1991. godine, tijekom najžešćeg napada na Dubrovnik, neprijateljska vojska je, uz podršku JRM, napredovala na samu utvrdu. Hrvatski branitelji potpomognuti topničkom paljbom uspjeli su obraniti utvrdu, a samim time i grad Dubrovnik od okupacije. Tijekom tog napada uništen je kameni križ na Srđu koji je 1997. godine zamijenjen novim. Danas je na Srđu u utvrdi Imperial smješten Muzej Domovinskog rata.

## Stanovništvo
Na sjeveroistočnoj padini, u neposrednoj blizini najviše točke brda Srđ nalazi se selo Bosanka s dvadesetak obiteljskih kuća i stotinjak stanovnika.

## Prometna povezanost
Pristup Srđu automobilom omogućen je putem uske asfaltne ceste. Također je moguće pješačenje serpentinama od Jadranske magistrale. Žičara Srđ povezuje Ploče i utvrdu Imperijal.

## Gospodarstvo
Istočna padina brda već se desetljećima eksploatira kao najveći kamenolom Dubrovačko-neretvanske županije. 
Vidikovac do kojeg vodi žičara služi kao turistička destinacija zahvaljujući panoramskom pogledu na staru gradsku jezgru. Vidikovac tvore dvije terase, suvenirnica i caffe bar.

## Golf na Srđu
Područje Srđa, velikim dijelom netaknuto urbanizacijom, predstavlja povoljnu priliku za osmišljanje raznih planova uređenja. Začetci ideje o izgradnji golf terena na području Srđa javljaju se sedamdesetih godina 20. st. "Golf na Srđu" naziv je kontroverznog urbanističkog plana uređenja područja Srđa. Projekt u srži obuhvaća izgradnju turističkih sadržaja na spomenutom području. Sadržaju uključuju golf terene, turističke smještajne kapacitete (dva hotela, 240 vila i 408 apartmana) te ostale rekreativne turističke sadržaje (parkove, biciklističke i jahačke staze, i sl.).  Projektu se uz lokalne udruge suprotstavlja organizacija Zelena akcija, a 2010. g. osniva se građanska inicijativa "Srđ je naš!". U sklopu inicijative, 2013. g. prikupljaju se potpisi za raspisivanje referenduma o pitanju provođenja projekta. U konačnici, taj referendum nije priznat kao zakonski važeći zahvaljujući premalom odazivu; od potrebnih 50% ukupnih birača, odazvalo se 31,51% (11.977 glasača). Od odazvanih glasača, 84% (10.051 glasač) glasalo je protiv projekta "Golf na Srđu", dok je za projekt glasalo 15% (1.846 glasača). Trenutačno, projekt nije proveden. 

## Vegetacija
Brdo Srđ nekada je obilovalo hrastovom (dubovom) šumom po kojoj je grad Dubrovnik dobio ime. Južna padina nekoć je bila bogata borovom šumom. Drugom polovicom 20. stoljeća, kao rezultat ratnih razaranja i mnogobrojnih požara, šume su skoro pa u potpunosti izgorjele.
Danas na južnim padinama raste nisko raslinje, makija i mediteransko bilje (pelin, kadulja, vrijesak, ružmarin), na sjevernim padinama rijetki šumarci hrasta, a na zapadnim padinama prorijeđena borova šuma. Većinu vegetacije tvori suho nisko raslinje zbog kojeg je, uz dodatne učinke klimatske krize, područje izuzetno podložno požarima. 
Godine 2008. izvršeno je pokusno pošumljavanje malog dijela južne padine.